# 3387 Greenberg
3387 Greenberg је астероид главног астероидног појаса чија средња удаљеност од Сунца износи 2,599 астрономских јединица (АЈ).
Апсолутна магнитуда астероида је 12,8.